# Црква Вазнесења Господњег у Подграбу
Храм Вазнесења Господњег је храм Српске православне цркве који се налази у Подграбу у Републици Српској, Босни и Херцеговини. Припада дабробосанској митрополији, архијерејском намесништву Сарајевском. Посвећен је Вазнесењу Господњем.
Храм је изграђен у српско-византијском стилу 17 х 8 метара.
Земљиште за храм Вазнесења Господњег у Подграбу дала је општина Пале. По добијању дозволе 1997. године отпочели су радови. Освећење и постављање крста у порти извршио је митрополит Николај 8. новембра 1997. а освећење темеља после свете Литургије на Духовски понедељак 8. јуна 1998. године. Пошто је храм озидан и покривен бакарним лимом митрополит Николај је на Спасовдан 20. маја 1999. године осветио крстове. То је био први саборни дан код цркве у Подграбу. Црква је освећена на Дан српских светитеља 9. септембра 2001. године. Чин освећења извршили су митрополит Дабробосански Николај и епископи: Милешевски Филарет, Захумско-Херцеговачки Григорије и Будимљанско-Никшићки Јоаникије уз саслужење више свештеника и ђакона. Кумови цркве су били Ранко и Сузана Цицовић из Подграба.